# داميانو ديفيد
داميانو ديفيد هو مغني وكاتب أغاني إيطالي ولد في 8 يناير 1999. وهو المغني الرئيسي لفرقة الروك مانسكين.